# Boljanovići (Kalinovik, BiH)
Boljanovići su naselje u općini Kalinovik, Republika Srpska, BiH.

## Stanovništvo
| Boljanovići   |             |             |             |       |
| godina popisa | 1991.       | 1981.       | 1971.       | 1961. |
| Hrvati        |             |             | 6 (6,667%   | 17    |
| Srbi          | 15 (100,0%) | 20 (58,82%) | 58 (64,44%) | 96    |
| Muslimani     |             | 4 (11,76%)  | 26 (28,89%) |       |
| Jugoslaveni   |             | 10 (29,41%) |             |       |
| ukupno        | 15          | 34          | 90          | 113   |

## Vanjske poveznice
- Satelitska snimka  Arhivirana inačica izvorne stranice od 14. veljače 2021. (Wayback Machine)